# Ru du Canal
Le ru du Canal est un petit cours d'eau de l'Eure, affluent de la Seine.

## Géographie
Le ru du Canal prend sa source à 146 mètres d'altitude (plateau de Madrie) sur le territoire du Val d'Hazey (dans la commune déléguée de Sainte-Barbe-sur-Gaillon pour être précis), dans les parages du château du Hazey et de son vaste domaine, dans le département de l'Eure. Il y est cartographié en tant que ruisseau du Hazey. 
Selon le SANDRE, sa longueur est de 7,4 kilomètres.
Le ru du Canal traverse les communes du Val d'Hazey (Sainte-Barbe-sur-Gaillon), de Gaillon (en parcours souterrain), du Val d'Hazey à nouveau (traversant l'ancienne chartreuse d'Aubevoye), avant de rejoindre les berges de la Seine où il se jette (cartographié ru du Canal).

## Aménagements

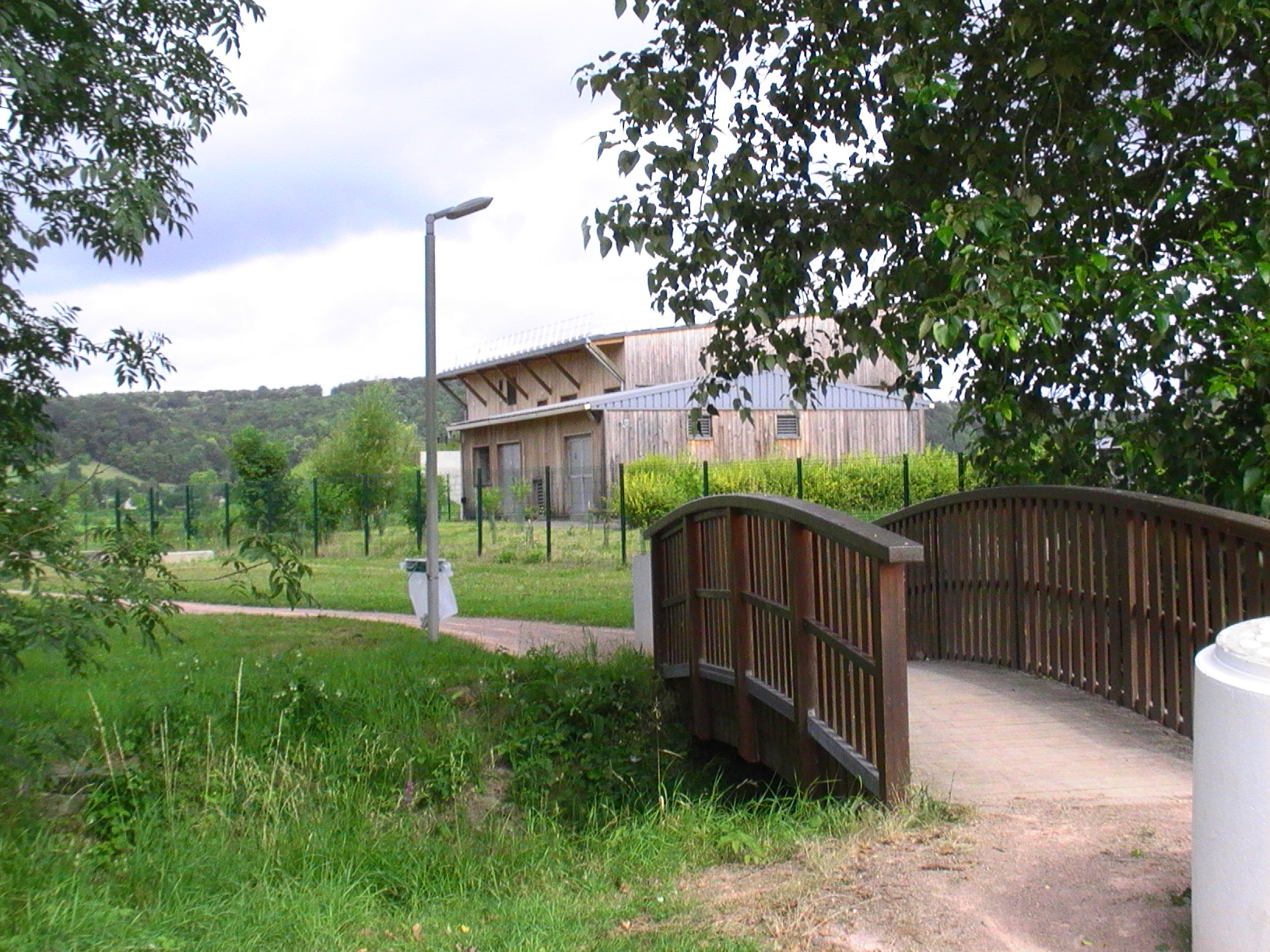
Petit pont de bois du côté de la station de traitement des eaux (Aubevoye).

De nombreux ponts ou simples passerelles, publiques ou privées, parsèment son cours urbain aérien.
En outre, par temps de pluies abondantes, sa descente le long de la RD 6015 ayant occasionné des dégâts dans les habitations proches à de multiples occasions, l'installation d'un bassin d'orage s'est imposée au milieu des années 2010.
Sur le cadastre de septembre 1829, le cours d'eau à l'air libre contourne le bourg de Gaillon par le sud (d'où le nom contemporain de la rue des Arrière-Fossés).

## Affluents
- Ravin des Préaux

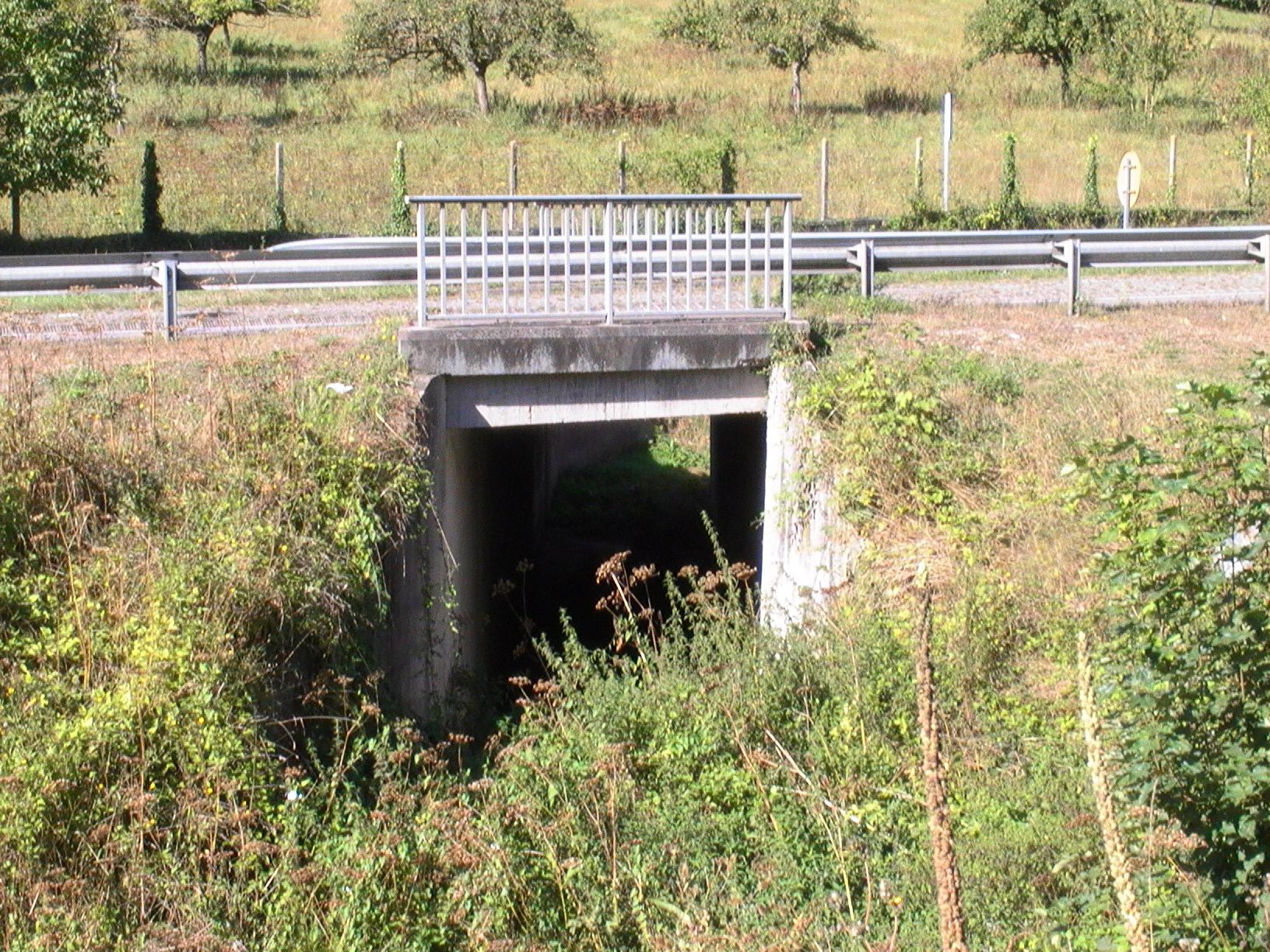
Point d'arrivée au bas de la côte de la RD 6015.
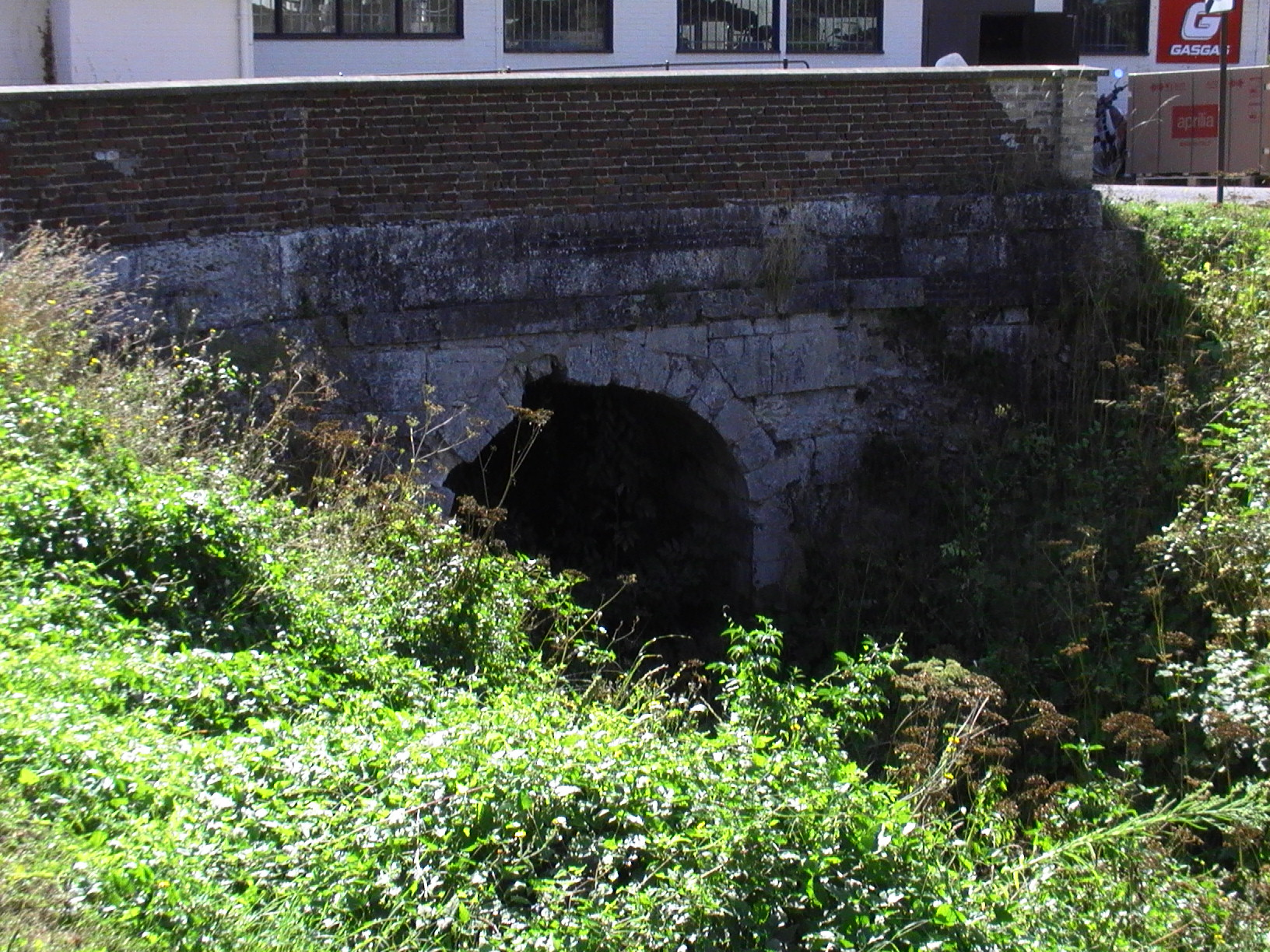
Point de disparition sous un pont ancien marquant l'entrée de Gaillon.

## Hydronymie
Un lieu-dit (ancien fief) rattaché à la commune de Sainte-Barbe-sur-Gaillon nommé Hazey  (les topo- ou patronymes ayant pu s'écrire Hazay ou Hazé) est à l'origine du nom du cours d'eau qui jaillit sur ces terres.